# Ennis (Texas)
Ennis és una ciutat dels Estats Units a l'estat de Texas. Segons el cens del 2000 tenia 16.045 habitants.

## Demografia
Segons el cens del 2000, Ennis tenia 16.045 habitants, 5.335 habitatges, i 3.947 famílies. La densitat de població era de 344,4 habitants/km².
Dels 5.335 habitatges en un 38,1% hi vivien nens de menys de 18 anys, en un 54,4% hi vivien parelles casades, en un 14,5% dones solteres, i en un 26% no eren unitats familiars. En el 22,8% dels habitatges hi vivien persones soles el 10,1% de les quals corresponia a persones de 65 anys o més que vivien soles. El nombre mitjà de persones vivint en cada habitatge era de 2,95 i el nombre mitjà de persones que vivien en cada família era de 3,45.
Per edats la població es repartia de la següent manera: un 30,4% tenia menys de 18 anys, un 10,6% entre 18 i 24, un 27,7% entre 25 i 44, un 18,5% de 45 a 60 i un 12,8% 65 anys o més.
L'edat mediana era de 31 anys. Per cada 100 dones de 18 o més anys hi havia 91,4 homes.
La renda mediana per habitatge era de 38.923 $ i la renda mediana per família de 44.608 $. Els homes tenien una renda mediana de 28.585 $ mentre que les dones 22.855 $. La renda per capita de la població era de 15.677 $. Aproximadament el 10,4% de les famílies i el 13% de la població estaven per davall del llindar de pobresa.

## Poblacions més properes
El següent diagrama mostra les poblacions més properes.